# Лобачёв, Николай Гаврилович
Николай Гаврилович Лобачёв (27 февраля 1923, Софьино, Саратовская губерния — 21 марта 2015, Мелитополь) — участник Великой Отечественной войны, Герой Советского Союза, командир миномётного взвода 1-го батальона 45-й механизированной бригады, подполковник.

## Биография
Учился в Софьинской начальной и Аркадакской неполной средней школе. После окончания семилетки поступил в ремесленное училище № 1 при Горьковском автозаводе. В 1941 году получил специальность слесаря-модельщика 5-го разряда и работал на автозаводе до призыва на военную службу.
В мае 1942 года был мобилизован в Красную Армию. С ноября 1942 по июнь 1944 года участвовал в боях на Юго-Западном, Западном, 1 и 2-м Украинских фронтах. Принимал участие в Сталинградской битве, Корсунь-Шевченковской и Уманско-Ботошанской наступательных операциях, в освобождении Молдавии и Румынии. Трижды ранен.
В 1945 году Н. Г. Лобачев окончил Харьковское танковое училище. До 1965 года служил в Советской Армии. В 1965 году по болезни уволен из рядов Советской Армии в звании майора. После увольнения в запас работал военным руководителем машиностроительного техникума в Мелитополе. В 1975 году было присвоено звание подполковника. В 2005 году указом президента Украины в честь 65-й годовщины освобождения Украины Лобачёву Н. Г. присвоено воинское звание – генерал-майор.

## Награды
- Звание Героя Советского Союза с вручением ордена Ленина и медали «Золотая Звезда» (№ 7321) 13 сентября 1944 года за героизм и мужество, проявленные при форсировании рек Южный Буг и Днестр.
- Медаль «За отвагу» (1943, 1944), Медаль «За боевые заслуги» (1952), Медаль «За оборону Сталинграда», Медаль «За победу над Германией в Великой Отечественной войне 1941—1945 гг.»

## Память

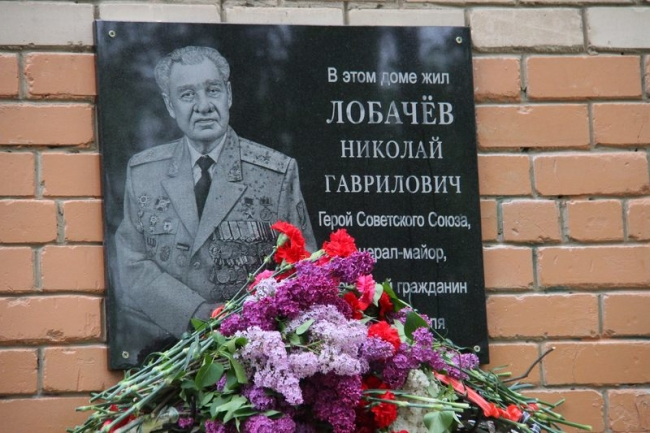
Мемориальная доска памяти Николая Лобачёв на доме, где он жил в Мелитополе

- Мемориальная доска в память о Лобачёве установлена Российским военно-историческим обществом на здании Софьинской средней школы, где он учился
- В день 70-летия победы в Великой Отечественной войне в Мелитополе на стене дома № 17 по ул. Байбулатова, где жил Лобачёв, была торжественно открыта мемориальная доска в память о нём[1]